# Spirit of Communication

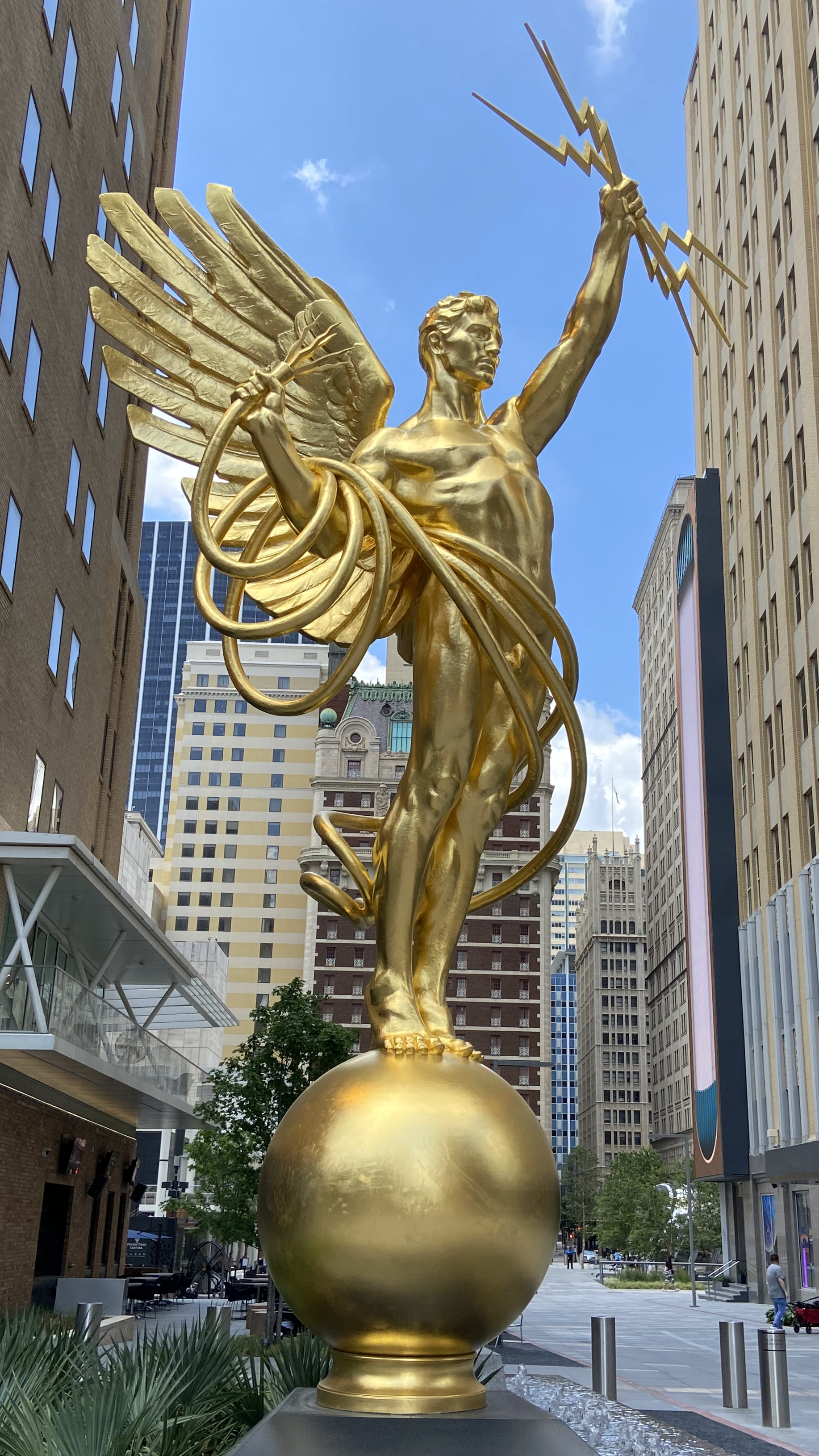
Spirit of communication framför AT&T:s huvudkontor i Dallas.

Spirit of Communication är en staty utanför AT&T:s huvudkontor i Dallas i Texas i USA som skapades år 1914 av den amerikanska skulptören 
Evelyn Beatrice Longman under namnet   Genius of Telegraphy. 
Statyn är tillverkad av brons och förgylld med mer än 12 500 bitar bladguld. Den är 7,3 meter hög och väger mer än 14,5 ton. Vingarna sträcker sig 2,7 meter ut från kroppen.
Statyn har varit en symbol för AT&T, och tidigare Western Electric sedan bolagen grundades år 1916. Den placerades först på taket till AT&T's huvudkontor på Broadway i finansdistriktet på Lower Manhattan och flyttades år 
1984 till AT&T's nybyggda huvudkontor på Madison Avenue i   Midtown, Manhattan.
År 1984 innebar slutet för Bell System och 1992 såldes kontorsbyggnaden till Sony. AT&T flyttade huvudkontoret till Basking Ridge i New Jersey där statyn placerades framför huvudingången. Efter en omorganisation år 2009 flyttade AT&T sitt huvudkontor till  Dallas och skulpturen följde med.